# Guðmundur Steinn Hafsteinsson
Guðmundur Steinn Hafsteinsson (Reykjavík, 14 giugno 1989) è un ex calciatore islandese, di ruolo centrocampista.

## Carriera
Inizia la sua carriera da professionista nel 2007 nel Valur, massima divisione islandese, con il quale fino al 2010 esclusa una parentesi in seconda divisione con l'HK. Nel 2011 passa nella seconda serie islandese nel Vikingur Ólafsvík.
Il 31 marzo passa in prestito ai norvegesi del Notodden. Il 30 giugno successivo, il trasferimento diventa a titolo definitivo.

## Palmarès

### Club

#### Competizioni nazionali
- Campionato islandese: 1

Valur: 2007
- Supercoppa d'Islanda: 1

Stjarnan: 2008
- Coppa d'Islanda: 1

Stjarnan: 2018